# Barreirinhas
Barreirinhas es un municipio brasileño del estado del Maranhão. El municipio es conocido por ser la "puerta de entrada" de la región turística conocida como Lençóis Maranhenses, que consiste en una vasta área de altas dunas de arenas blancas, lagos y lagunas, también conocido como Desierto brasileño. Posee una población de 62 530 habitantes (2015).

## Historia
El distrito de Barreirinhas fue creado el 14 de junio de 1871, por la Ley Provincial n.º 951, y su emancipación ocurrió el 29 de marzo de 1938, a través de la Ley n.º 45, fecha en que se conmemora el aniversario de la ciudad. La principal vía de acceso era a través del Río Preguiças, por barcos a vela, que pasaban varios días para llegar a la capital del estado del Maranhão.

## Localización
El Municipio de Barreirinhas posee un área de 3.111 km², con área urbana de aproximadamente, 1.097 hectáreas, a 253 km de la Capital São Luís, se encuentra en la Mesorregión del Oeste Maranhense y en la Microrregión de la Baixada Oriental, localizado en el margen derecho del Río Preguiças.
De acuerdo con el Instituto Brasileño de Geografía y Estadística (IBGE), la población de Barreirinhas en 2010 es de 53.746 habitantes.
Barreirinhas es el 38.º municipio del Estado del Maranhão en extensión territorial.